# Lapeirousia fastigiata
Lapeirousia fastigiata là một loài thực vật có hoa trong họ Diên vĩ. Loài này được (Lam.) Ker Gawl. miêu tả khoa học đầu tiên năm 1804.